# 2020年馬拉維總統選舉
2020年馬拉維總統選舉於2020年6月23日（星期二）舉行，馬拉維憲法法院於2020年2月3日判決2019年總統選舉結果無效時，要求新選舉需要在151日內舉行。
與2019年選舉不同，本次選舉需要取得絕對多數票方可當選。

## 候選人
時任總統彼得·穆塔里卡於2020年5月7日提交提名表格，他的競選拍檔是聯合民主陣線領導人阿圖佩萊·穆盧齊。
2021 年 8 月，憲法法院審查了彼得·穆塔里卡 (Peter Mutharika) 進步民主黨提出的上訴。 他呼籲取消 2020 年總統選舉，因為他的四名代表已被禁止參加選舉委員會。

## 選舉結果
| 總統候選人                      | 總統候選人             | 政黨                   | 得票      | 得票率（%） |
| ------------------------------- | ---------------------- | ---------------------- | --------- | ----------- |
|                                 | 拉扎勒斯·查克維拉      | 马拉维大会党           | 2,604,043 | 59.34       |
|                                 | 彼得·穆塔里卡          | 民主进步党             | 1,751,877 | 39.92       |
|                                 | 彼得·库瓦尼            | 姆巴库瓦库发展运动     | 32,456    | 0.74        |
| 無效票或空白票                  | 無效票或空白票         | 無效票或空白票         | 57,323    | －          |
| 總計                            | 總計                   | 總計                   | 4,445,699 | 100         |
| 已登記選民人數／投票率          | 已登記選民人數／投票率 | 已登記選民人數／投票率 | 6,859,570 | 64.81       |
| 來源：MEC（页面存档备份，存于） |                        |                        |           |             |